# Eusurculus
Eusurculus is een geslacht van straalvinnige vissen uit de familie van naaldvissen (Bythitidae).

## Soorten
- Eusurculus andamanensis Schwarzhans & Møller, 2007
- Eusurculus pistillum Schwarzhans & Møller, 2007
- Eusurculus pristinus Schwarzhans & Møller, 2007